# تاريخ الإغريق في ليبيا
هذه المقالة تتحدث عن تاريخ الاستيطان الإغريقي في شمال شرق ليبيا (إقليم قورينائية أو برقة) من بداية هجرة الإغريق إلى الأقليم في عام 639 ق.م وحتى ضم الإقليم للحكم البطلمي عام 322 ق.م

## أسباب هجرة الإغريق إلى ليبيا
تمزج رواية هجرة الإغريق إلى ليبيا بين الواقع والأسطورة. وسنكتفي هنا بذكر ملخص للوقائع التي يعتقد أنها قد حدثت بالفعل.
يمكن تلخيص القصة في أنه في النصف الثاني من القرن السابع قبل الميلاد واجهت جزيرة ثيرا (سانتورين حالياً) الإغريقية في بحر إيجة أزمة سكانية نتيجة لزيادة عدد سكانها وأصابتها بالقحط والجفاف. ولذلك اتفق أهلها على أن يهاجر قسم منهم للاستيطان في موطن آخر. وقد رأى أهل الجزيرة أن يستعينوا بوحي معبد الإله أبولون بدلفي قبل الإقدام على هذه الخطوة. وقد أشارت عليهم كاهنة المعبد بالذهاب والاستيطان في ليبيا. وبناء على ذلك قام الثيرانيون باختيار فرد من كل أسرة بقرى الجزيرة السبع وفق شروط تضمن حقوقهم في حال فشلهم ورغبتهم في الرجوع، وقد وردت تفاصيل هذه الشروط في نقوش لوح المؤسسين (موجود حالياً في متحف آثار شحات). وقد عهد بهذه الحملة إلى رجل يسمى أرسطوطاليس وقد لقب لاحقاً بباتوس، وقد أبحرت الحملة في مركبين من ذوات الخمسين مجذافاً، وقد كان عدد أفرادها في حدود المائتي رجل (دون نساء). ونظراً لان الثرانيين كانوا يجهلون موقع ليبيا فقد استعانوا ببحار من جزيرة كريت قادهم إلى شواطئ ليبيا.،
ونزل الثيرانيون عند وصولهم ليبيا عام 639 ق.م بجزيرة بلاتيا (جزيرة بمبا الحالية) بخليج بمبا وأقاموا بها لمدة سنتين عانوا فيهما من شطف العيش. فعادوا مرة ثانية لاستشارة وحي دلفي، الذي سخر منهم هذه المرة حيث أنهم حسب رأيه لم يقيموا بليبيا الفعلية التي يعرفها ويعرف غناءها. عندها قام الثيرانيون بالنزول والإقامة على الشاطئ الليبي في موقع يسمى أزيريس (يعتقد البعض أنه مصب وادي التميمي أو أم الرزم، والبعض الآخر أنه وادي الخليج). وقد رحب بهم السكان الأصليون من قبيلة الجيلجيماي وسمحوا لهم بالزواج منهم ثم اقترحوا عليهم بعد أقامتهم بالموقع ست سنوات أن يدلوهم على مكان أفضل لإقامتهم حيث يوجد ثقب بالسماء، دلالة على غزارة الأمطار. فقادوهم ليلاً حتى لا يروا أقلبم إيراسا أخصب أراضي القبيلة (يعتقد أنه درنة الحالية أو عين مارة) إلى موقع فوق هضبة يوجد به نبع (سمى فيما بعد بنبع أبولون)، وقد كان هذه الموقع يقع في أراضي قبيلة الأسبوستاي خارج أراضي قبيلة الجيلجيماي. وقد أعجب الإغريق بهذا الموقع حيث المراعي والأراضي الزراعية كثيرة وأقاموا به مدينة قوريني أو قورينا (شحات الحالية) عام 631 ق.م.
ويعتقد أن اسم قوريني (أو قورانا حسب لهجة الإغريق في ذلك الوقت) قد اشتق من اسم نبات الزنبق البري والذي يسمى عند السكان الأصليين نبات "القورا"، والذي كان ينبت بكميات كبيرة في موقع المدينة.
وقام الإغريق كذلك ببناء ميناء للمدينة على بعد حوالي 20 كيلومتر شمال المدينة، تطور لاحقاً ليصبح مدينة مستقلة سميت أبولونيا (سوسة الحالية).

## عهد الملوك (أسرة باتوس) (639 ق.م – 440 ق.م)
باتوس الأول (639 ق.م – 599 ق.م)
أصبح باتوس قائد الحملة أول ملك على المدينة وعرف بباتوس الأول أو المؤسس (639 ق.م – 599 ق.م)، وقد استمر حكمه لمدة أربعين سنة، واتصف حكمه بالعدل والاتزان. وخلفه في الحكم أبنه أركسيلاوس الأول (599 ق.م – 583 ق.م)، والذي حكم لمدة ستة عشرة عاماً، كانت امتداداً لحكم والده.
باتوس الثاني (583 ق.م- 570 ق.م)
تلا أركسيلاوس الأول ابنه، باتوس الثاني الملقب بالسعيد أو المبارك (583 ق.م- 570 ق.م). وقد قام هذا الملك باستدعاء المزيد من المهاجرين من جميع بلاد الإغريق واعدً إياهم بمنح كل وافد جديد قطعة أرض زراعية، واستعان على ذلك بوحي دلفي الذي أكد أن كل إغريقي لا يذهب إلى ليبيا الغنية سيعض يديه ندماً.
ولتوفير الأراضي الزراعية للأعداد الكبيرة من الوافدين الجدد، قام الإغريق بالتوسع على حساب أراضي السكان الأصليين من قبيلة الأسبوستاي، التي استعان زعيمها أديكران بفرعون مصر في ذلك الوقت أبريس من الأسرة السادسة والعشرين (663 ق.م – 525 ق.م). فسارع أبريس بقيادة جيشه لمهاجمة قوريني، التي كان جيشها بقيادة باتوس الثاني بانتظاره في إيراسا. وقد وقعت المعركة بين الجيشين عند نبع يسمى ثيستس (يعتقد أنه عين مارة) حوالي عام 570 ق.م. وانتصر الإغريق في هذه المعركة واجبروا أبريس على العودة إلى مصر حيث تم عزله وتولى بعده أمازيس، الذي يعتقد أنه تصالح مع إغريق قوريني، وتزوج امرأة منهم تسمى لاديكي (يرى البعض أنها ابنة باتوس الثاني).
أركيسلاوس الثاني (570 ق.م – 550 ق.م)
تولى الحكم بعد باتوس الثاني، أركيسلاوس الثاني الملقب بالصعب أو العنيد (570 ق.م – 550 ق.م)، والذي نشب نزاع بينه وبين أخوته الأربعة الذين فروا من المدينة والتجئوا للسكان الأصليين. ثم قاموا بعد ذلك بمعاونة أنصارهم ببناء مدينة جديدة على بعد حوالي 100 كيلومتر غرب قوريني في سهل خصيب يقع في مكان أقل ارتفاعاً بين السلاسل الجبلية، وقد سميت هذه المدينة باركي (مدينة برقة أو المرج الحالية). وقاموا كذلك بتحريض القبائل الأصلية على مهاجمة قوريني. فخرج أركسيلاوس الثاني لقمعهم، فاستدرجوه إلى حدود الصحراء في موقع يسمى لوكون حيث هزموه هو وجيشه شر هزيمة، وانتقموا من هزيمتهم السابقة في إيراسا. وقد مرض الملك بعد رجوعه إلى قوريني، ثم اغتيل على يدأحد أقرباءه.
باتوس الثالث (550 ق.م – 527 ق.م)
خلف أركسيلاوس الثاني ابنه باتوس الثالث الملقب بالأعرج (550 ق.م – 527 ق.م)، الذي حاول إصلاح الأمور. فاستعانت المدينة من جديد بوحي أبولون حامي المدينة الذي أشارت عليهم كاهنته باستدعاءالمشرع ديموناكس من مدينة مانتيني بشبه جزيرة البيلوبونيز (باليونان الحالية). وتتلخص إصلاحات ديموناكس بوضع دستور للمدينة قسم سكانها إلى ثلاث قبائل: ضمت الأولى ذوي الأصول الثيرانية والبريئكيين (يري البعض أنهم إغريق الريف، ويرى البعض الآخر أنهم من السكان الأصليين، ويرى آخرون أنها تشمل الاثنين معاً). أما الثانية فقد شملت المهاجرين من كريت والبيلوبونيز. والثالثة تضم المهاجرين من باقي الجزر.
وقد قام هذا الدستور كذلك بالحد من سلطات الملك التي يعتقد أنها اقتصرت على امتلاك بعض الأراضي المقدسة والسلطات الدينية وتقوية هيئات دستورية آخرى مثل مجلس الشيوخ (الجيروسيا)، ومجلس الشورى (البولي). وقد أدت الإصلاحات السابقة إلى استقرار الأمور طوال فترة حكم باتوس الثالث.
أركسيلاوس الثالث (527 ق.م – 519 ق.م)
ثم جاء إلى الحكم الطاغية أركسيلاوس الثالث (527 ق.م – 519 ق.م) الذي رفض الانصياع لدستور ديموناكس وحشد أنصاره لاستعادة السلطات والامتيازات التي كان يتمتع بها أسلافه، ولكن مساعيه لم تنجح فضطر إلى الهرب إلى جزيرة ساموس. وهربت أمه فرتيمي التي كانت تناصره إلى سالامين بجزيرة قبرص، حيث حاولت أن تقنع حاكمها بإرسال جيش معها لاستعادة ملك ابنها ولكنها لم تنجح في ذلك. واستطاع ابنها أن يجمع جيش من المرتزقة في ساموس، بعد أن وعدهم يمنحهم أراضي زراعية في قوريني بعد هزيمته لمعارضيه. وقبل أن يقود أركسيلاوس جيشه القوي هذا إلى ليبيا، استشار وحي دلفي الذي اخبره بأنه سيملك قوريني ثمانية ملوك من أسرة باتوس، أربعة باسم باتوس، وأربعة باسم أركيسلاوس. وكذلك نصحه الوحي بعدم حرق الفرن إذا امتلأ بالقوراير، وعدم دخول المدينة التي يطوقها الماء.
عاد أركسيلاوس بجيشه إلى قوريني، واستعاد السلطة فيها بالقوة. ثم أراد الانتقام من خصومه الذين فر معظمهم. فأرسل من استطاع القبض عليه منهم إلى قبرص، حيث سيتم إعدامهم، إلا أن المركب الذي يقلهم جنح عن مساره واستطاع ركابه النجاة وبلوغ ثيرا. وقد قام أركسيلاوس كذلك بحصار مجموعة أخرى من خصومه بقصر محصن، حيث أمر أن يجمع الحطاب حولهم وتشعل فيهم النار. ولكنه أدرك بعد ذلك أنه خالف منطوق الوحي، فرفض الدخول إلى قوريني التي اعتقد أنها المدينة التي يحيط بها الماء، وترك أمه فرتيمي تدير شئونها، وذهب إلى مدينة باركي (برقة)، عند حميه الأزير ملك المدينة (يعتقد أنه من السكتن الأصليين). وعندما علم بوجوده في المدينة بعض معارضيه من القورينيين المقيمين بالمدينة. قاموا بنصب كمين له وللأزير وقتلوهما في وسط سوق المدينة. وبذلك تحققت نبوءة الوحي به، فقد كانت المدينة التي تحيطها المياه باركي وليس قوريني كما اعتقد أركسيلاوس.
بعد مقتل أركسيلاوس الثالث، فرت أمه فرتيمي إلى مصر، حيث استنجدت بواليها الفارسي أرياندس، الذي نصبه قمبيز بن قورش ملك الامبراطورية الفارسية الاخمينية حاكماً على مصر بعد استيلاءه عليه عام 525 ق.م. وقد كان أركسيلاوس قد بعث إلى قمبيز عند استيلاءه على مصر وفداً يعلن ولائه للفرس، وقبوله دفع الجزية لهم. وقد استغلت فرتيمي هذه النقطة، وادعت أن خصوم ابنها قد قتلوه نتيجة لولائه للفرس. فوجه الوالي الفارسي إنذاراً إلى أهل باركي يطلب فيه منهم تسليمه قتلت أركسيلاوس. غير أن أهل المدينة رفضوا الإنذار وأعلنوا المسئولية الجماعية عن مقتله. فبعث إليهم الوالي بحملة كبيرة براً وبحراً. فحاصرت الجيوش الفارسية المدينة تسعة أشهر، ثم تمكنت من الدخول إليها عن طريق الخدعة عام 515 ق.م. فقامت فرتيمي بالتنكيل بجميع سكانها بما فيهم النساء، واسترق دار الأول خليفة قمبيز الذي توفى عام 521 ق.م من تبقى منهم وأرسلهم إلى باكتيريا (بخطريان بشمال أفغانستان حالياً، والتي كانت تعرف باسم بلخ عاصمة خراسان عند الفتح الإسلامي). وتوجه الجيش الفارسي بعد ذلك غرباُ حتى مدينة يوسبيريدس (برنيق، وبنغازي الحالية) التي تم إنشاؤها قبل غزو الفرس بفتر ة قصيرة. ثم قفل الجيش الفارسي راجعاً نحو مصر، ومر بطريقه بقوريني التي فتح سكانها أبوابها للجيش الذي دخلها ثم عسكر خارجها عند تل زيوس، وعندما حاول العودة لدخول المدينة واحتلالها قام أهلها بإغلاق أبوابها، ولم يسمحوا للفرس بدخولها، ولكنهم قاموا بتزويدهم بالمؤن من فوق أسوارها. فاستكمل الجيش مسيرته نحو مصر، وقد تكبد في طريق عودته خسائر جسيمة نتيجة لمهاجمة القبائل الليبية لمؤخرته.
أما فرتيمي، فقد رجعت مع الجيش الفارسي إلى مصر حيث ماتت ميتة شنيعة، نتيجة لأصابتها بمرض أدى إلى تقيح جلدها الذي نهشه الدود وهي حية حتى وفاتها.
باتوس الرابع (514 ق.م – 470 ق.م)
ثم جاء باتوس الرابع الملقب بالوسيم (514 ق.م – 470 ق.م)، الذي شهدت فترة حكمه ازدهاراً، وزيادة في غنى ورخاء قوريني. ويعتقد أنه استطاع خلال هذه الفترة أن يوحد مدن قورينائية كلها تحت حكمه. وإليه ينسب بناء معبد زيوس بالتل الشرقي للمدينة (تل زيوس)، والذي يعتبر أكبر بناء للإغريق في أفريقيا والذي يماثل في حجمه معبد البارثنيون بأثينا.
وقد انتهج باتوس الرابع سياسة الوفاق (أو التبعية كم يعتقد البعض) تجاه جارتيه القويتين، الإمبراطورية الفارسية، وقرطاجة. ولم يشترك في الحروب الميدية التي نشبت بين الإغريق والفرس خلال تلك الفترة. ولم يشارك هو أو إي من إغريق قوريني في محاولة الاستيطان التي قام بها دوريوس ابن ملك إسبرطة لمنطقة كينيبس (وادي كعام الحالي غرب لبدة).فقد راجت في أواسط الإغريق بأن منطقة كينيبس هذه تعتبر أكثر مناطق العالم خصوبة. فقام دوريوس هذا مع مجموعة من المغامرين الإسبرطيين، يعاونهم مجموعة من البحارة الثيرانيين بالإبحار إلى ميناء قوريني، حيث تعرفوا على رجل ثري، كان منفياً إلى قوريني. وقام هذا الثري بتأجير مركب أقل الحملة إلى كينيبس. وأقام الإغريق هناك لمدة عامين (514 ق.م – 512 ق.م) إلى أن قامت قبيلة المكاي التي تسكن المنطقة بالتعاون مع القرطاجيين بطردهم منها.
أركسيلاوس الرابع (470 ق.م – 440 ق.م)
ثم جاء أخر ملوك أسرة باتوس، أركسيلاوس الرابع (470 ق.م – 440 ق.م. قد شهدت فترة حكمه الكثير من القلاقل والثورات. وقد شعر هذا الملك بخطورة الموقف في قوريني، فقرر إنشاء ملجأ أمن له في مدينة يوسبيريدس. فأرسل مجموعة من رجاله بقيادة رجل يسمى يوفيموس إلى اليونان لتجنيد مرتزقة إغريق وإرسالهم إلى يوسبيريدس. وقد أرسل الملك مع يوفيموس أيضاً عربته الملكية التي تجرها أربعة خيول والتي يقودها صهره كارخوتوس للمشاركة في سباق العربات في الدورة الحادية والثلاثين للألعاب البويثية الجامعة بدلفي عام 462 ق.م. وقد توفى قائد البعثة، فتولى صهر الملك قيادة البعثة. ونجح في الفوز في سباق العربات. ولتمجيد هذا الانتصار كلف كارخوتوس الشاعر الشهير بنداروس بتنظيم شعر فيه. وقد قام هذا الشاعر بوضع البوثيتين الرابعة والخامسة لتمجيد هذا النصر. وذهب إلى قوريني مع كارخوتس، حيث قام بإلقاء شعره أمام الملك. وقد تضمن شعره وصفاً لنصر صهر الملك ولأساطير تأسيس قوريني وملوكها، وكذلك وصف لشوارع المدينة في تلك الفترة.
ومن الأحداث الأخرى المهمة التي شهدتها فترة حكم هذا الملك، قيام القوات الأثينية بالمشاركة في ثورة الأمير الليبي إيناروس عام 465 ق.م على الفرس في مصر. والتي استطاع الفرس قمعها، وقتل زعيمها، وإجبار القوات الأثينية التي دعمت هذه الثورة على الفرار براً، بعد حرق أسطولها إلى مدينة قوريني ومنها إلى بلاد الإغريق.
وفي سنة 440 ق.م فر أركسيلاوس الرابع إلى يوسبيريدس للاحتماء وراء مرتزقته الذين جلبهم إليها من الثورة التي قامت ضده في قوريني. إلا أنه قتل في يوسبيريدس في نفس العام على يد أهل المدينة الذين قطعوا رأسه والقوا بها في البحر. وبذلك انتهى عصر أسرة باتوس في قورينائية.

## العهد الجمهوري (440 ق.م – 323 ق.م)
بعد زوال الملكية، زالت سيطرت قوريني على باقي مدن الإقليم. وأصبحت العلاقة بين المدن المختلفة تقوم على تحالفات مؤقتة تتغير حسب مصلحة كل مدينة. فقداستطعت قوريني أن تتحالف مع يوسبيريدس. وضمت باركي إليها مدينة توخيرة(توكرة أو العقورية الحالية)التي أنشئت في وقت سابق غير معلوم.
ويعتقد أن السيطرة على المدن كانت للطبقة الأرستقراطية، التي كان الصراع محتدماً بينها وبين عامة الشعب. وقد أدى ذلك إلى ثورة في قوريني عام 404 ق.م قٌتل فيها حوالي خمسمائة من الأغنياء وفر الكثير منهم، وقيام نظام ديموقراطي حاول تصحيح الأوضاع.
وقد استغلت القبائل الليبية هذه الاضطراب وقامت قبيلة الناسامونيس بمهاجمة مدينة يوسبيريدس عام 414 ق.م ومحاصرتها. ولكن لحسن حظ المدينة تصادف وجود أسطول إسبرطي دفعه التيار إلى شاطئ المدينة وهو في طريقه إلى سيراكوزا بصقلية.
ومع بداية القرن الرابع قبل الميلاد كانت مدينة باركي هي المسيطرة على الإقليم كله. ولكن مع منتصف القرن استعادت قوريني سيطرتها على الإقليم.
في عام 332 ق.م دخل الاسكندر الأكبر مصر، وقضى على الحكم الفارسي فيه. وقام بعد عام بإنشاء مدينة الإسكندرية. ثم قرر أن يزور معبد آمون بواحة سيوة، فسار غرباً نحو باراتينيوم (مرسى مطروح حالياً) التي كانت الطريق إلى سيوة في ذلك الوقت تمر بها. وهناك كان في انتظاره وفد من قوريني محمل بالهدايا التي ضمت ثلاثمائة جواد حربي، وخمس عربات حربية من ذوات الأربعة خيول. وقد أعلن الوفد ترحيبه بالقضاء على الفرس وولاء قوريني للاسكندر.
توفي الاسكندر عام 323 ق.م في بابل بعد قضاءه على الإمبراطورية الفارسية. وتقاسم قواد جيشه الأقاليم التي فتحها مكونين الممالك الهليستينية. وقد كانت مصر من نصيب بطلميوس، الذي أتخذ الإسكندرية عاصمة له وبها بدء حكم أسرة البطالمة بمصر.
وفي ذلك الوقت قام مغامر إسبرطي يدعي ثيبرون، يحلم بإنشاء إمبراطورية بأفريقيا بغزو إقليم برقة. وقد حشد لذلك جيش من 7000 مرتزق، واستعان بمجموعة من القورينيين المنفيين ليرشدوه خلال الحملة. واشتبك ثيبرون مع القورينيين في معركة انتهت بانتصاره وباستيلائه على ميناء قوريني. وفرض على السكان دفع 500 تالنت (التالنت يساوي 25.75 كغم) من الفضة والذهب ونصف عرباتهم الحربية. إلا أنه اختلف مع قائد جيشه الكريتي مناسكليس عند توزيع الغنائم، فهرب مناسكليس إلى القورينيين وأقنعهم بعدم دفع باقي المبلغ له (كانوا قد دفعوا 60 تالنت فقط). فهاجم ثيبرون المدينة، ولكنه فشل في احتلالها فرجع إلى الميناء، فوجد مناسكليس يسيطر عليه. فحاول أن يعوض ذلك باحتلال مدينة توخيرة (يري البعض بأن باركي ويوسبريدس قد تحالفت معه ضد قوريني). وعند توغل قواته بداخل الإقليم بحثاً عن الغذاء، قامت القبائل الليبية بمهاجمتها وقتلت وأسرت أعداد كبيرة منها، وفر الباقون نحو السفن وأبحروا بها، ولكن العواصف كانت لهم بالمرصاد فدمرت عدد من السفن وجنح الباقي إلى قبرص ومصر.
ولكن ثيبرون لم يفقد الأمل فبعث إلى اليونان يطلب المزيد من المرتزقة. فقام القورينين مع قوات حليفة من القبائل الليبية والقرطاجيين (الذين شعروا بخطورة ثيبرون) بمهاجمة ثيبرون، الذي نجح في إحراز العديد من الانتصارات عليهم بعد وصول الإمدادات إليه. وقام بمحاصرة قوريني حصاراً شديداُ أدى إلى ثورة الفقراء فيها على الأغنياء وطردهم من المدينة، فلجأ بعضهم لثيبرون، وذهب البعض الأخر إلى مصر واستنجد بحاكمها بطلميوس.
استجاب بطلميوس لهذه الدعوة، التي وجدها فرصة لتوسيع مملكته الجديدة. فقام بإرسال قوة برية وبحرية كبيرة إلى الإقليم بقيادة أوفيلاس. فتحالف مناسكليس مع ثيبرون، ولكن أوفيلاس نجح في القضاء عليهم، وأسر ثيبرون وشنقه. واستولى بعد ذلك على كل مدن الإقليم وضمها إلى مملكة بطلميوس بمصر.
و قام بطلميوس في أواخر عام 322 ق.م بزيارة الإقليم، ونصب أوفيلاس حاكماً عليها. ليبدأ عهد الحكم البطلمي لللإقليم والذي سمى بعد ذلك بإقليم المدن الخمس (البنتابولس).